# Vuisternens-devant-Romont
Vuisternens-devant-Romont is een gemeente en plaats in het Zwitserse kanton , en maakt deel uit van het district Glâne.
Vuisternens-devant-Romont telt 2.287 inwoners.